# 대흥동 (서울)
대흥동(大興洞)은 서울특별시 마포구의 행정동 및 법정동이다.

## 유래
대흥동의 동명은 ‘동막하리’를 ‘대흥정’이라 하여 1936년 서울의 구역을 확장할 때 편입되면서 비롯된다. 대흥동이 발전하기 시작한 것은 1929년 3월 용산~당인리간을 왕복하는 용산선을 개설하면서부터이다. 그 이전에는 옹기를 만드는 한갓진 마을에 불과했으나 당인리 화력발전소에 사용되는 각종 물자 운반을 하는 철도의 개통으로 중간 기착점인 동막역이 건설되면서 분주해졌다. 이 동막역 근방의 우물을 ‘새우물’이라 했는데 화차의 냉각수로 사용하기 위한 물을 구하기 위해 새로 팠기 때문에 붙여진 명칭이며, 이 우물이 있는 동네를 ‘새우물거리’라고 하였다. 그런가 하면 논가운데 있던 우물을 논가운데 우물·논우물·답중동우물 등으로 불렀는데 논물을 대기 위한 것이었다. 한편 동막역을 만들고 철도를 부설하면서부터 동막역을 중심으로 하여 만들어진 마을의 혈이 끊어졌다고 하는데 원래 있던 마을을 혈매기라고 불렀다. 장사와 큰인물이 난다고 해서 좋은 집터로 여겼는데 혈이 끊어지면서 마을도 가난해졌다고 한다.

## 법정동
- 대흥동
- 노고산동 일부(나머지는 서교동 관할)
- 신수동 일부

## 교육
- 용강초등학교
- 창천초등학교
- 숭문중학교
- 숭문고등학교
- 서강대학교 - 행정동상으로는 대흥동에만 위치해있으나, 법정동상으로는 신수동과 대흥동에 걸쳐있다.
- 양원주부학교

## 교통
- 서울 지하철 6호선
  - 대흥역

## 문화
- 마포아트센터

## 아파트
| 단지명       | 건설사       | 시행사 | 주소                       | 입주       | 비고                          |
| ------------ | ------------ | ------ | -------------------------- | ---------- | ----------------------------- |
| 마포자이 2차 | ㈜지에스건설 |        |                            |            |                               |
| 마포그랑자이 | ㈜지에스건설 |        | 마포구 대흥로 175 (대흥동) | 2020년 2월 | '신촌그랑자이'에서 단지명변경 |